# کلمویی
کلمویی، روستایی در دهستان بیابان بخش مرکزی شهرستان سیریک در استان هرمزگان ایران است.

## ویژگی‌ها
این روستا در منطقه پشت کوه دهستان قرار گرفته و همجوار روستاهای پگو و گوشکی و گزان‌بزین می‌باشد.
مدرسه ابتدایی این روستا دبستان شهید محمد حسین فهمیده‌است.

## جمعیت
بر پایه سرشماری عمومی نفوس و مسکن در سال ۱۳۹۵، جمعیت این روستا برابر با ۲۷۲ نفر (۶۲ خانوار) بوده‌است.